# Religion en Algérie
Il n'existe pas de recensement officiel en matière de religion en Algérie. Il est estimé que l'islam est la religion de 98 à 99 % des Algériens. L'article 2 de la Constitution algérienne en fait la religion de l'État définie conformément à la référence religieuse algérienne. Le droit à la liberté de conscience et d'opinion sont inscrits dans la constitution algérienne, qui ne mentionne pas la liberté religieuse. Cependant, d'autres lois garantissent aux non-musulmans de pratiquer leurs rites religieux, dans les limites de certaines réglementations et une loi de 2006 interdit le prosélytisme - visant des musulmans et ayant pour but leur conversion à un autre culte - et la pratique d'autres cultes en dehors des édifices religieux autorisés

## Vue d'ensemble
D'après le World Factbook de la CIA, l'islam est la religion de 99 % des Algériens, une autre source l'estime à 98 %.
D'après une étude réalisée en 2010 par le Pew Research Center, la répartition globale des religions en Algérie est la suivante :
- Islam : 97,9 %
- Sans religion : 1,8 %
- Christianisme : 0,2 %
- Autres : 0,1 %

D'après un sondage mené par l'institut de sondage Arab Barometer entre 2012 et 2014 puis, entre 2018 et 2019, la religiosité des Algériens est en déclin depuis le printemps arabe :
|                                                         | 2012-2014 | 2018-2019 | 2018-2019 (18 à 29 ans) |
| ------------------------------------------------------- | --------- | --------- | ----------------------- |
| Proportion de personnes se disant "non religieuses" (%) | 9%        | 15.4%     | 24.5%                   |

Selon un autre sondage mené par la même organisation, sur des périodes de 2 ans, entre 2010 et 2022, la proportion de personnes se décrivant comme "non religieuses" varierait entre 8 et 15% :
|                                                         | 2010-2011 | 2012-2013 | 2018-2019 | 2021-2022 |
| ------------------------------------------------------- | --------- | --------- | --------- | --------- |
| Proportion de personnes se disant "non religieuses" (%) | 15%       | 8%        | 15%       | 10%       |

## Histoire récente
L'islam algérien, en particulier la variété réformiste nationaliste défendue par Abdelhamid Ben Badis et son groupe des oulémas musulmans algériens, a fortement influencé idéologiquement le FLN. Le mouvement rejetait absolument l'athéisme et n'était pas ouvertement laïque, contrairement à la perception largement répandue à l'ouest. Ainsi, pendant la guerre d'indépendance, l'islam fut peut-être l'idéologie mobilisatrice la plus importante du parti.
Pourtant, après l'indépendance, le parti unique, dans la pratique, admettra une interprétation moderniste de l'islam, soutenant la transformation sociale de la société algérienne et fonctionnera par le biais d'institutions laïques. Aux termes de l'article 4 de la constitution algérienne de 1963, suspendue en 1965, l’Islam était bien défini comme « la religion de l’Etat », mais était relégué dans la pratique au rôle de facteur de légitimation pour le parti-régime. Cela était particulièrement le cas sous la présidence du colonel Houari Boumédiène (1965-1978), mais même alors, l'islam était considérée comme la religion d'État et comme une partie cruciale de l'identité algérienne, et Boumédiène était lui-même fier de sa formation coranique. Son prédécesseur Ahmed Ben Bella (1962-1965) avait été plus attaché à la composante islamique du régime, bien que toujours considérée davantage comme un nationalisme arabe qu'un activisme islamique. 
Le successeur de Boumédiène, le colonel Chadli Bendjedid (1979-1992) voulut atténuer l'aspect socialiste du mouvement, et au cours de la seconde moitié des années 1980, il réintroduisit une législation religieuse conservatrice dans une tentative d'apaiser l'opposition croissante des islamistes. Pendant et après la guerre civile algérienne des années 1990, la position du FLN est restée identique : proclamant l'islam algérien comme une influence principale, tout en faisant valoir simultanément que cette influence doit être exprimée comme une foi progressiste et moderne, même si le parti reste globalement en ligne avec les mœurs sociales conservatrices de la population algérienne. Il a fermement condamné les enseignements religieux radicaux fondamentalistes du Front islamique du salut (FIS) et d'autres groupes islamistes, tout en soutenant l'inclusion de partis islamistes non violents dans le système politique et en collaborant avec eux.
Depuis les années 1990, la tendance à l'islamisation de la société et au recul de la sécularisation se poursuit. En 2013, un décret élargit les fonctions de la mosquée qui « n’est plus uniquement un lieu de culte religieux, mais également « une institution religieuse et sociale qui assure une mission de service public. Il lui est donné pour objectif de promouvoir les valeurs de la religion musulmane » (art.2). Ses fonctions sont élargies « dans la vie spirituelle, éducative, scientifique, culturelle et sociale de la vie de la Oumma. » (art.4). L'article 9 qui réglemente la fonction sociale de la mosquée, précise que celle-ci « consiste notamment : au règlement des différends entre les citoyens ; au développement du sens civique, de l’esprit citoyen et de la solidarité sociale », texte en contradiction avec la Constitution algérienne. En ce qui concerne l'éducation notamment dans le préscolaire, de plus en plus de familles confient leurs enfants (entre 4 et 5 ans) « aux imams, sans aucune pédagogie d’enseignement, ni de connaissances sur la psychologie de l’enfant, ni un environnement propice pour une scolarisation adéquate ».
Alors même que les islamistes jouent un rôle moindre sur la scène politique algérienne, le salafisme quiétiste progresse au sein de la société, avec le consentement du pouvoir. Ainsi, en 2017, une source au sein du ministère des Affaires religieuses indiquait au quotidien El Watan qu'un tiers des imams de la République sont salafistes. Pour Haoues Seniguer, « l’État algérien joue le jeu du conservatisme religieux et s’en satisfait du moment que ce salafisme quiétiste n’est pas contestataire du point de vue politique ».
En février 2023, le président Abdelmadjid Tebboune a accordé la nationalité algérienne à Jean-Paul Vesco, archevêque d'Alger.
Selon un rapport de la Commission des États-Unis sur la liberté religieuse internationale (Uscirf) d'octobre 2024, le gouvernement algérien « criminalise le blasphème et restreint la pratique religieuse. Les autorités continuent de fermer des églises [évangéliques] et de poursuivre des personnes pour blasphème, prosélytisme et croyance non autorisée » ». Aussi au début de l'année 2025, les États-Unis ont placé l’Algérie, sur une liste de surveillance spéciale pour de « graves violations de la liberté religieuse ». Alors que le ministre des Affaires religieuses, Youcef Belmehdi, a affirmé que « la liberté de culte est garantie dans le respect de la loi » lors d'une rencontre en présence de l'archevêque d'Alger, ainsi que de l’ambassadrice des États-Unis à Alger.

## Religion et État

### Droit
La constitution algérienne prévoit la liberté de croyance et d’opinion. Elle déclare l’islam comme religion d’État, et comme d'autres constitutions récentes des pays arabes, elle ne fait pas mention de la liberté religieuse. Mais d'autres lois et règlements disposent que les non musulmans sont libres de pratiquer leurs rites religieux, à condition que cela se fasse en conformité avec les lois et dans le respect de l’ordre public et de la moralité. L’ordonnance n° 06-03 du 28 février 2006 fixe les conditions et règles d’exercice des cultes autres que musulman.
Toutefois, le 5 mai 2021, le président du Haut conseil islamique (HCI), Bouabdellah Ghlamallah, suscite l'étonnement en déclarant, en tant que président du HCI,  qu'« un Algérien ne peut être que musulman », qualifiant les non-musulmans de « résidus » qu'il convient d'« éradiquer ».

### École
L'école algérienne est obligatoire pour tous les citoyens et cela inclut « l'éducation islamique » (primaire et collège) et la « charia » (au lycée). La loi interdit la diffusion de messages religieux prônant la haine ou prêchant la violence. L'enseignement islamique en école publique a pour objectif de donner aux jeunes gens une base de connaissances religieuses musulmanes.

### Loi contre le prosélytisme non-musulman
Le parlement d’Algérie a adopté le lundi 20 mars 2006 une loi prévoyant des peines de prison pour toute tentative de « convertir un musulman à une autre religion ». Auparavant elle avait été approuvée le 15 mars par l’Assemblée populaire nationale (APN, chambre basse).
Elle prévoit des peines de 2 à 5 ans de prison et une amende de 500 000 à 1 000 000 de dinars (5 000 à 10 000 euros environ) contre toute personne qui « incite, contraint ou utilise des moyens de séduction tendant à convertir un musulman à une autre religion ».
La loi prévoit des sanctions similaires contre toute personne qui « fabrique, entrepose, ou distribue des documents imprimés ou métrages audio-visuels ou tout autre support ou moyen, qui visent à ébranler la foi musulmane »,.

### Poursuites, condamnations et censure pour motifs religieux
De septembre 2020 à mai 2021, on dénombre plusieurs interpellations, et au moins cinq condamnations pour motifs religieux à de la prison, à Khenchela, à Boumerdès, à Tizi Ouzou, à Sétif, et à Béjaïa et deux poursuites judiciaires, dont l'une concerne l’universitaire et islamologue Saïd Djabelkhir, condamné le 22 avril 2021 à trois ans de prison pour « offense aux préceptes de l’islam et au prophète Mohamed ». Sa condamnation suscite une vague d'indignation,,.
Jugée en appel, la militante Amira Bouraoui est condamnée le 4 mai 2021 à deux ans de prison pour « atteinte aux préceptes de l’islam et au prophète ».
En Kabylie, les personnes qui s'affranchissent de la pratique religieuse durant le ramadan subissent la répression du gouvernement et peuvent être condamnés à des amendes ou à de la prison ferme en vertu d'une disposition spéciale du code pénal algérien, l'article 144 bis 2, « qui prévoit des sanctions en cas d’offenses envers le Prophète ou les préceptes de l’islam »,.
La censure en Algérie s'opère dans le domaine de la littérature notamment pour des motifs religieux. Ainsi, lors de la 15e édition en 2010 du salon international du livre d'Alger (SILA), Rachid Hadj-Nacer, directeur du livre et de la lecture publique au ministère de la Culture, indique que 400 titres sont interdits car ces ouvrages auraient un lien avec la religion. En janvier 2025, Les Derniers jours de Muhammad de l'universitaire tunisienne Hela Ouardi est interdit à la vente par les autorités de Béjaïa, où les censeurs considèrent qu'il est « non conforme aux enseignements de notre religion, car comportant des idées toxiques au sujet de la vie de notre honorable Prophète ».

## Islam

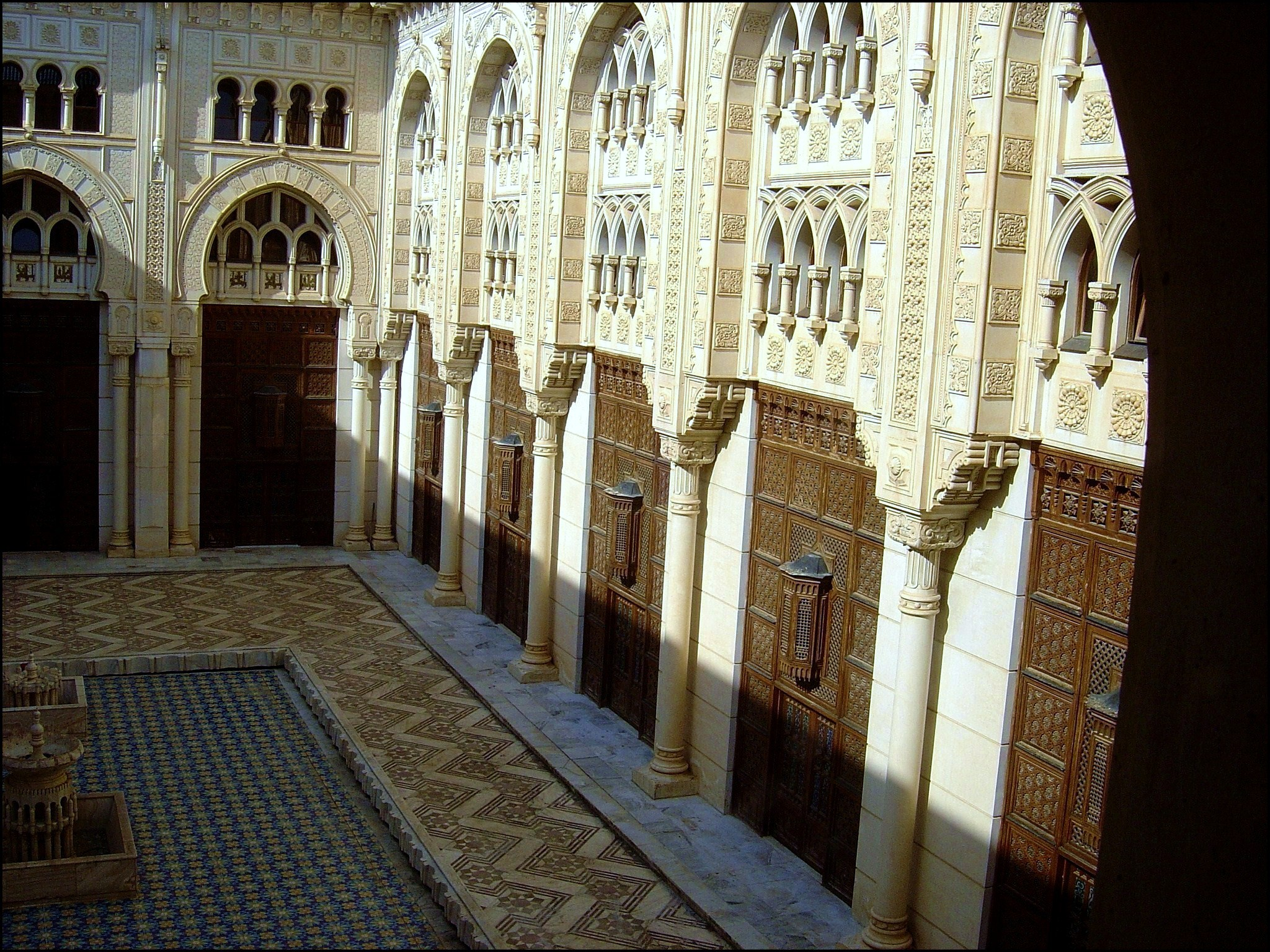
Mosquée de l'Émir Abdelkader à Constantine.

D'après le World Factbook de la CIA, l'islam est la religion de 99 % des Algériens, une autre source l'estime à 98 %. L'État algérien en a fait la religion d'État.
Les tribus berbères adoptent massivement l’Islam à partir du VIIe siècle, ce qui engendre des changements radicaux qui ont donné les caractéristiques culturelles, religieuses et sociologiques de la société algérienne. D’autres mouvements et événements ont influencé la vie religieuse en Algérie, notamment le mouvement soufi, l’arrivée des populations andalouses et la colonisation française. Les grands centres culturels islamiques sont : Béjaïa, Tlemcen, Tiaret et Constantine.
Le courant musulman dominant en Algérie est le sunnisme de rite malékite comme dans le reste du Maghreb. Cela étant, il existe une communauté kharidjite ibadite active dans le pays. Historiquement, le pays a connu d’autres courants : le chiisme, lors de la domination des États chiites fatimide et ziride ; le rite hanafite, rite officiel de l’Empire ottoman, dont la coexistence avec le rite malékite dominant se traduit par des effets toujours visibles, particulièrement à Alger.
Comme ailleurs au Maghreb, l’islam est considéré comme indissociable de l’identité nationale. Le Maghreb offre ainsi un espace très uniforme dans la même foi : islam sunnite de rite malékite.

## Judaïsme

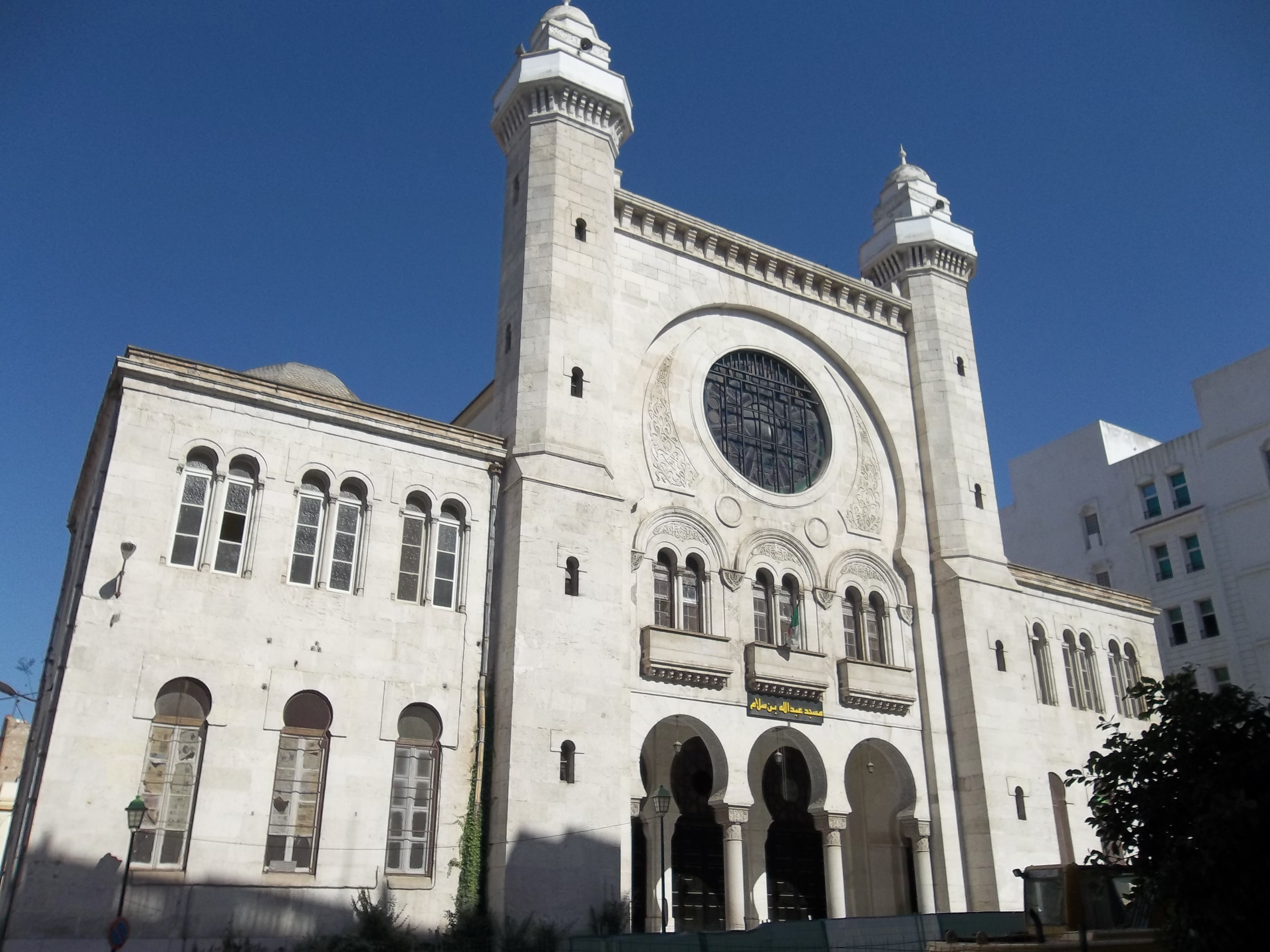
Ancienne synagogue d'Oran, aujourd'hui mosquée Abdallah Ibn Salam.

La présence juive existe depuis au moins le IIe siècle en Algérie. Les Juifs étaient établis sur le littoral nord-africain du bassin méditerranéen principalement dans les grandes villes, telles que : Constantine, Alger, Oran et Tlemcen, mais également dans les zones rurales et les petites villes algériennes.
Vers la fin de la guerre d'Algérie, la communauté juive entame un « exode » massif, principalement vers la France, soit entre 130 000 et 150 000 personnes en 1962, et dans une moindre mesure vers l'État d'Israël (après avoir souvent vécu en France), soit environ 24 000 personnes (chiffre de 1997). En 1982, selon l'historien Benjamin Stora, on compte encore environ 200 Juifs ; la guerre civile algérienne des années 1990 provoque le départ des derniers membres de la communauté. Toutefois, le Département d'État américain estime la population juive à 2 000 personnes en 2010 même si aucune activité communautaire n'est signalée. Si les autorités algériennes ont officiellement autorisé la réouverture des 25 synagogues, aucune n'est utilisée ni ouverte.

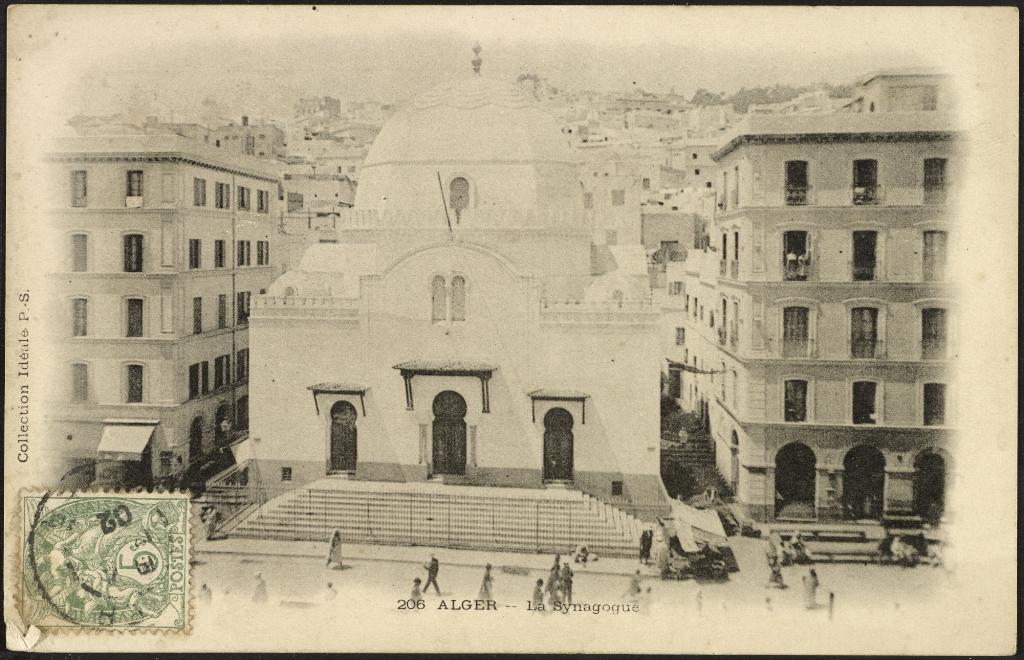
Ancienne synagogue du marché Randon à Alger en 1902, aujourd'hui mosquée Ahmad Ibn Fares ou encore sous le nom de Djamâa Lihoud.

La majeure partie des lieux de culte Israélites a été abandonnée ou transformée en mosquée à la suite de la disparition après l'indépendance du pays de l'ensemble de la communauté juive présente en Algérie.
Il reste aussi des cimetières juifs, comme ceux de Bologhine près d'Alger (anciennement le cimetière Saint-Eugène) ou d'Annaba (anciennement Bône), ce dernier étant en ruines.
En juillet 2009, le ministère des Affaires religieuses nomme un représentant hébraïque de la communauté juive en Algérie chargé de veiller sur les intérêts judéo-algériens, maître Roger Saïd qui était le doyen des avocats inscrits au barreau de Blida. Il décède en août 2012 à Paris.

De nos jours, depuis le décès de Roger Saïd, aucun représentant d'une nouvelle communauté juive accrédité par l'État algérien ne réside en Algérie.

## Christianisme

### Chiffres
Le nombre de chrétiens d'Algérie fait débat. Il était officiellement de 0,06 % en 2002 selon le ministère des Affaires religieuses. Il serait aujourd'hui d'environ 0,2 % de la population totale algérienne (d'après l'ONU et des organismes chrétiens), soit jusqu'à 70 000 chrétiens, surtout des chrétiens évangéliques majoritairement protestants vivant entre Alger et Tizi Ouzou.

En 2002, l'ONU dénombrait 100 000 catholiques et de 20 000 à 50 000 protestants dans le pays. Quant au World Factbook de la CIA, il estime qu'il y aurait 1 % de chrétiens en Algérie. Selon la direction régionale (algérienne) des affaires religieuses, il y aurait environ 2 500 nouveaux convertis en Kabylie.

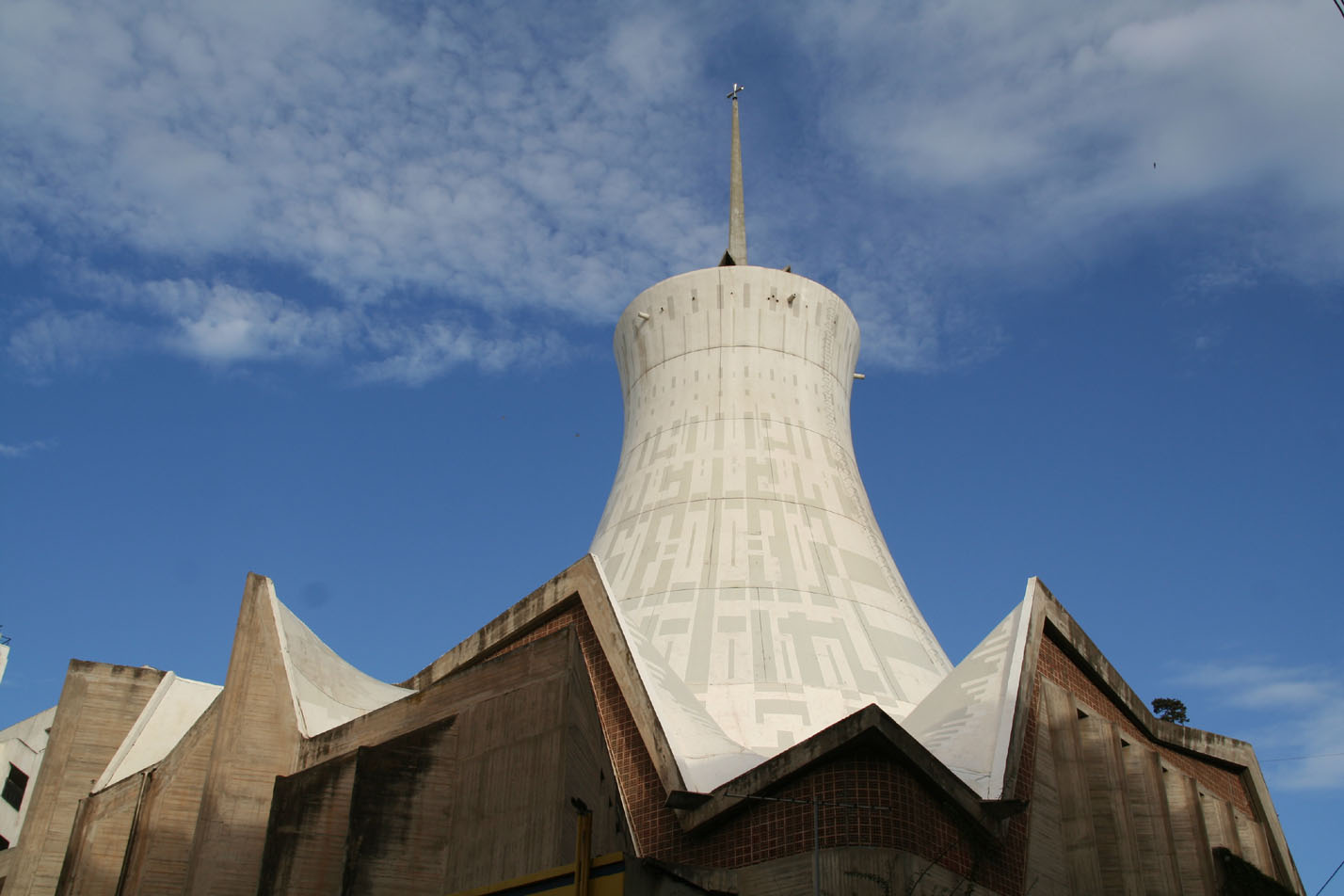
Cathédrale du Sacré-Cœur de Jésus à Alger.

D'autre part, en 2008, l'Église protestante d'Algérie (EPA) une Église unie protestante, membre de l'Alliance réformée mondiale et du Conseil méthodiste mondial est reconnue officiellement par l'État algérien, évoque le chiffre d'environ 50 000 fidèles.

### Catholicisme romain

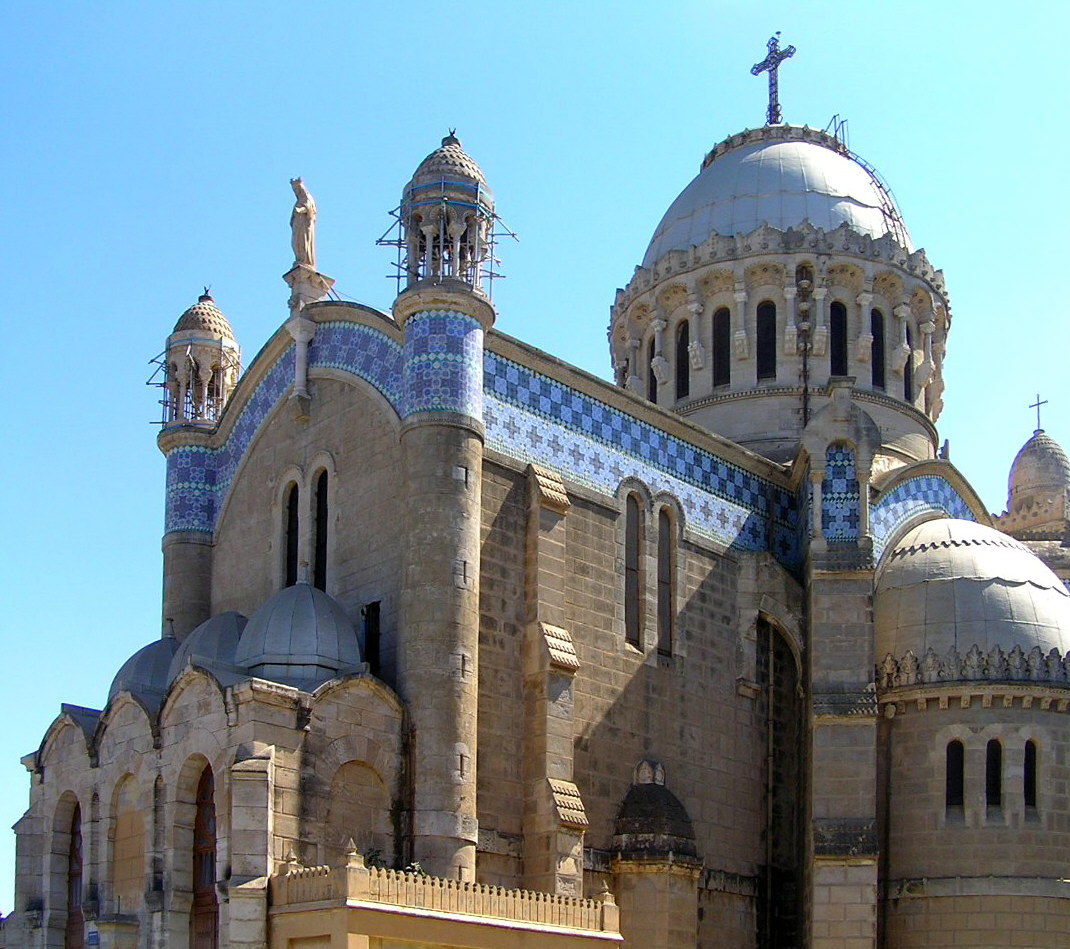
La basilique Notre-Dame d'Afrique à Alger.

L'Église catholique est organisée en Algérie en quatre diocèses : l'archidiocèse d'Alger et les diocèses de Constantine, Laghouat-Ghardaïa et Oran.
Constituant une forte minorité religieuse en Algérie à l'époque de la colonisation française, les catholiques ont quitté massivement le pays durant les années 1960.
La communauté catholique se réduit encore notablement pendant la guerre civile algérienne des années 1990. Pendant cette période, 19 religieux, religieuses et prêtres sont assassinés, dont en 1996 sept moines du monastère de Tibhirine et l'évêque d'Oran Pierre Claverie.
L'Église catholique est constituée pour l'essentiel de croyants nés hors du pays (prêtres et religieux originaires d'Europe ou d'Amérique latine, étudiants d'Afrique subsaharienne, travailleurs étrangers, etc.) et de quelques Algériens convertis au catholicisme. Les communautés de fidèles sont numériquement très faibles.
Les jésuites sont présents depuis 1840 à Alger et à Constantine. Il existe deux structures faisant partie de l'archidiocèse d'Alger :
- le Centre Culturel Universitaire (CCU), qui est une bibliothèque universitaire.
- la Maison des Exercices Spirituels (MES), sous le nom de Ben Smen, qui est un lieu de prière et de recueillement.

De nos jours, plusieurs communautés religieuses sont actives en Algérie : 11 communautés masculines et 24 communautés féminines.

### Protestantisme
Lors de la période coloniale, les églises protestantes ont parfois suivi les colons et la hiérarchie catholique pour s’établir. Les missions méthodistes ont réussi à s’implémenter au début du XXe siècle surtout en Kabylie.
En mars 2008, le gouvernement algérien a ordonné la fermeture de 13 chapelles protestantes dans le pays, toutes situées en Kabylie, 11 d'entre elles se trouvant illégalement à Tizi Ouzou.
L'église protestante d'Algérie a été reconnue en 2011.

## Autres

### Sans religion
On ne connaît pas précisément le nombre d'Algériens sans religion ou de musulmans non pratiquants.

### Croyance
D'après un sondage de Gallup, 93 % des Algériens considèrent que la religion est importante dans leur vie journalière.